# Wagnerina tuvensis
Wagnerina tuvensis är en loppart som beskrevs av Ioff et Scalon 1953. Wagnerina tuvensis ingår i släktet Wagnerina och familjen mullvadsloppor. Inga underarter finns listade i Catalogue of Life.